# Кану, Яхья
Яхья Кану (англ. Yahya Kanu; XX век, Магбурака, Северная провинция — 29 декабря 1992) — политический и военный деятель Сьерра-Леоне. Подполковник вооружённых сил Сьерра-Леоне. Осуществляя переговоры с взбунтовавшимися представителями армии, после бегства в Гвинею президента Джозефа Сайду Момо, сделал попытку сформировать и возглавить Национальный временный совет обороны (англ. Chairman of the National Provisional Defence Council) (с 30 апреля до 1 мая 1992 года), де-факто став главой государства.

## Биография
Яхья Кану попытался возглавить государственный переворот против правления президента Джозефа Сайду Момо 29 апреля 1992 года, однако сам отрицал какую-либо связь с офицерами и солдатами, участвующими в нём. 1 мая он был арестован по приказу лидера вошедших в столицу и установивших контроль над правительственными зданиями военнослужащих капитаном Валентином Страссером и помещен в Центральную тюрьму Фритауна. Был казнён 29 декабря 1992 года или 30 декабря 1992 года (по данным «Amnesty International») вместе с 25 (или 28) другими участниками неудавшегося государственного переворота против Валентина Страссера. Смертный приговор за измену был вынесен только после казни.